# Dropdead Chaos
Dropdead Chaos est un groupe de Metal alternatif fondé comme un collectif durant le 1er confinement lié à la pandémie de Covid-19 en France en mars 2020.

## Biographie

### Génèse (2020-2023)
Pierre Jacou et Baptiste Ory sont contactés par Sylvain Sarrobert, leur proposant un riff qui donnera naissance au titre « Black Thoughts ». Pierre Jacou contacte dans la foulée Niko HK, producteur et ingénieur son du Vamacara Studio, qui, emballé par l’ébauche, réunit le reste des futurs membres, à savoir Nils Courbaron, Renato Di Folco, Boris Le Gal et Déhà, tous d’horizons musicaux différents. Ce premier single, entièrement créé à distance, permettra de récolter plus de 1000€ qui seront reversés à la Fondation de France afin d'aider le personnel soignant alors extrêmement sollicité par la pandémie. Cette opération aura également reçu le soutien de l'agence de communication « Agence Singularités » et du collectif « Metal Social Club ». S’ensuivent les singles « Save Yourself » (pour aider les salles de spectacles) et « Humans ». En 2021, Dropdead Chaos sort une cover de « Surfacing » en hommage à Joey Jordisson. Le succès naissant du collectif leur amène la possibilité de jouer sur la scène Altar de l’édition 2022 du festival Hellfest. C’est avec cette opportunité unique que Dropdead Chaos décide de devenir un groupe à part entière et de s'atteler à la création de son premier album.

### Underneath The Sound (2023)
« Underneath The Sound », sorti le 7 avril 2023 via le label at(h)ome, est un album particulier à plus d’un titre. Il relate quasi exclusivement les difficultés multiples liées à la Pandémie de Covid-19 et aux confinements. Au delà de l’aspect sombre d’un certain nombre de titres, ils ont pour point commun de prôner une résilience sans faille. Par exemple, les paroles de la chanson éponyme ouvrant l’album, ont été écrites par Déhà pour Renato et décrivent l’échange incroyable que peut avoir un chanteur et son public. Le titre clôturant l’album, « Rainman », dont les paroles ont été écrites par Renato pour Déhà, décrit la profondeur du mal-être de ce dernier lors de cette période. Les influences des membres se ressentent au sein des morceaux, ce qui fait de cet album une œuvre riche et complexe, suscitant des critiques pour le moins élogieuses,,,. L’album a également remporté le « France Metal Awards » dans la catégorie « Univers Fusion ».

### This Is Not The Beginning (2024)
Cet EP planifié dès la sortie du premier album, initialement prévu uniquement sous format numérique, verra finalement le jour sous forme physique à l’été 2024, notamment grâce à une campagne de financement participatif qui a dépassé toutes les attentes (300% de l’objectif initial, soit plus de 18000€). Le premier single extrait de cet EP, intitulé « 7 Kings » est sorti le 25 avril 2024. Ce titre est une réécriture du morceau « 7 Rings » d’Ariana Grande, dont la mélodie initiale provient de la comédie musicale « La Mélodie du Bonheur », ce qui démontre de nouveau la diversité des influences du groupe. Le second single s'intitule « Underneath the Sound (reimagined) », sorti le 21 mai 2024, et est une réécriture piano-voix du titre éponyme de leur 1er album.
Le 21 juin 2024, l'EP est intégralement disponible et bien accueilli par la critique,.

### Dropdead Chaos «2.0»
Courant 2024, Déhà se met en retrait du groupe suite à des soucis de santé, et son départ est annoncé le 07/11/2024. Les membres décident de ne pas le remplacer et la formation à 6 est dorénavant sa nouvelle forme. Le 28/11/2024 sort le single « Unpredictable », premier morceau écrit sans le concours de Déhà. Ce titre offre un son résolument moderne et reçoit des critiques positives.

## Style musical et influences
Classé comme un groupe de metal alternatif, la musique de Dropdead Chaos emprunte à tous les univers musicaux des membres. Du black metal au heavy, en passant par le power metal, le premier album du groupe propose un savant mélange de néo-metal des années 2000 et d’une sonorité moderne grâce à la production et aux arrangements du Vamacara Studio.

## Membres
Dropdead Chaos est composé de musiciens identifiés de la scène rock et metal francophone. C’est grâce à ces expériences que le groupe réussit à travailler ensemble malgré leur éloignement géographique respectif.

### Membres actuels
- Renato Di Folco − Chant (depuis 2020)
  - Autres groupes: Les Tambours du Bronx, Flayed, Trepalium.
- Nils Courbaron − Guitare solo & lead (depuis 2020)
  - Autres groupes: Sirenia, Bloodorn, T.A.N.K..
- Pierre Jacou − Basse (depuis 2020)
  - Autres groupes: Black Bomb A, Ultra Vomit, Kiemsa, Loudblast.
- Boris Le Gal − Batterie (depuis 2020)
  - Autres groupes: Betraying the Martyrs, Periphery, Chimp spanner, Conjurer, The Algorithm, Neonfly.
- Baptiste Ory − Guitare rythmique (depuis 2020)
  - Autres groupes: Smash Hit Combo.
- Raphaël Pener − Guitare rythmique (depuis 2023), chant (depuis 2024)
  - Autres groupes: T.A.N.K., Adhominem.

Indissociable du groupe et qualifié de 8e membre (7 musiciens le composent à cette époque) par ces derniers, Niko HK accompagne les musiciens quotidiennement. Graphiste, musicien, ingénieur-son, producteur au Vamacara Studio, il a participé à la composition de « Underneath the sound ». Il est aussi à l’origine du logo et des dessins qui apparaissent sur le merch du groupe.

#### Musiciens de session
- Thomas Moreau - Guitare
- Amaury Pastorelli - Batterie

### Anciens membres
- Sylvain Sarrobert − Guitare rythmique (2020-2022)
- Déhà − Chant, programmation, claviers (2020-2024)

## Discographie
- 7 avril 2023 − Underneath The Sound − album

- 21 juin 2024 − This Is Not The Beginning - EP

## Vidéographie
- « Save Yourself » jouée au Hellfest en 2022.
- Clip de paroles de la chanson « Escape ».
- Clip vidéo de « One Last Encore ».
- Clip vidéo de « Sun ».
- Clip de la reprise de « Surfacing » en hommage à Joey Jordisson.
- Clip de la chanson « Underneath The Sound ».
- Clip de « 7 Kings ».
- Clip de « Underneath the Sound (reimagined) ».
- Clip de « Abyss ».
- Clip de « Unpredictable ».